# Polyommatus morgani
Polyommatus morgani is een vlinder uit de familie van de Lycaenidae. De wetenschappelijke naam van de soort is voor het eerst geldig gepubliceerd in 1909 door Le Cerf.